# 彭楚藩
彭楚藩（1884年—1911年10月10日），又名澤藩，一名家棟，字青雲。清末革命黨人士，湖北鄂城人，武昌起義前的清晨被清朝湖廣總督瑞澂處斬，彭楚藩與刘复基、楊宏勝一同就義，是為「彭刘杨三烈士」。

## 生平

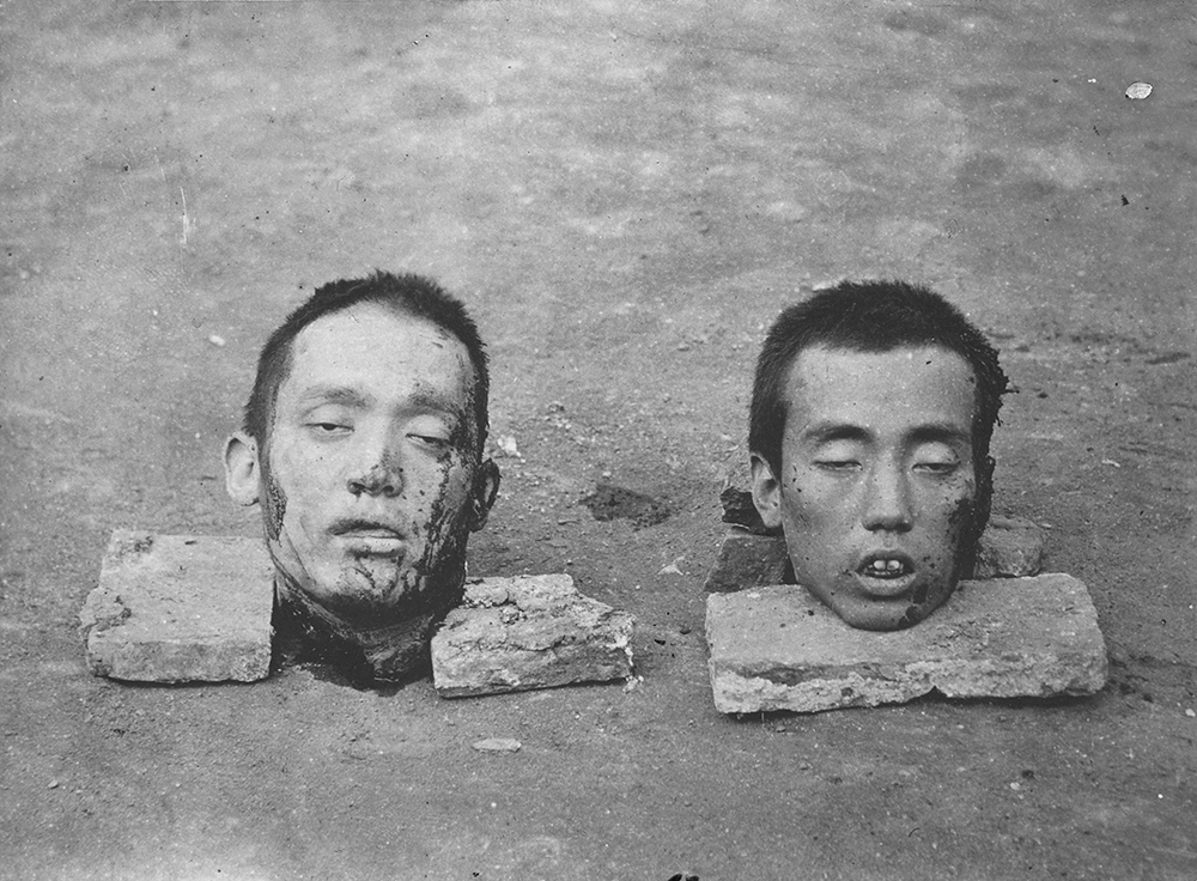
彭楚藩、刘复基因事機敗露被清軍捉拿，斬首示眾

### 早年经历
彭楚藩少時就讀於私塾，後在私塾當教師。稍长，阅读《猛回头》、《革命军》等报刊决定投笔从戎。1906年，时投湖北新軍炮队。随后因劉靜庵在军中传播反清革命思想而与之相识，彭楚藩随后加入刘所创办的日知會，先为会员，后在组织中推选为评议。后来日知會參與的萍瀏醴起義失敗，日知会组织被破坏，彭楚藩因牵涉其中而被炮队开除。

### 筹备起义
此后彭改名“楚藩”，改考入湖北憲兵營學堂，畢業後任憲兵什長，借职务之便打探清政府之秘密以联络革命党人。1911年加入文学社，当年，革命党人欲发动起义，在鄂组织以文学社及共进会最为得力，为协调两组织，彭又加入共进会。9月，湖北革命军总指挥部成立，彭楚藩任軍事籌備員之一。湖北革命党人原计划在中秋节当日发动起义，然因准备不足遂推迟至10月11日。
10月9日，孫武在汉口俄租界宝善里14号搬运炸彈失手爆炸後，巡捕前去搜查时搜出革命党人名册，随后清政府戒严三镇。革命党人意料到清政府必然按照名单抓捕，當日下午彭楚藩等六人得知消息后在武昌小朝街85号文学社总部暨总指挥部開會，湖北革命军总司令蔣翊武临时决定将起义时间推迟，在彭楚藩的坚持下决定提前至当晚12时。但未至12时，一干人等便被聞訊趕來的清軍逮捕，其中五人被捕，仅蔣翊武逃脫。

### 审讯及就义
当晚，湖广总督瑞澂遣参议官铁忠、武昌知府双寿、汉阳知府张灯会审彭楚藩。铁忠見彭楚藩著憲兵服，不想牽連自己當憲兵管帶的妹夫，而欲為彭楚藩開脫。但彭楚藩直接自首自己是革命黨，甚至在會審中厉声大駡清政府。
|  | 要杀便杀，何必多言。 |

此后瑞澂发往清廷的电奏中提到彭楚藩“语尤狂悖”。
10日晨，由湖廣總督瑞澂下令，彭楚藩、刘复基、楊宏勝三人被斬首。

### 後續
此後瑞澂在戒嚴搜查中還發現有一名單，發現有七十二名軍人加入了革命黨，是以當日在軍中大肆搜捕潛伏于軍中的革命黨人，一時間新軍人心惶惶。當晚该营后队二排哨長（即今排長）陶启胜巡查各处時，發現兩名革命黨人金品臣、程定國值班時睡覺且私藏子彈，遂發生衝突，槍擊陶啟聖。隨後共進會總代表熊秉坤立即宣布舉事，即武昌起義。

## 紀念

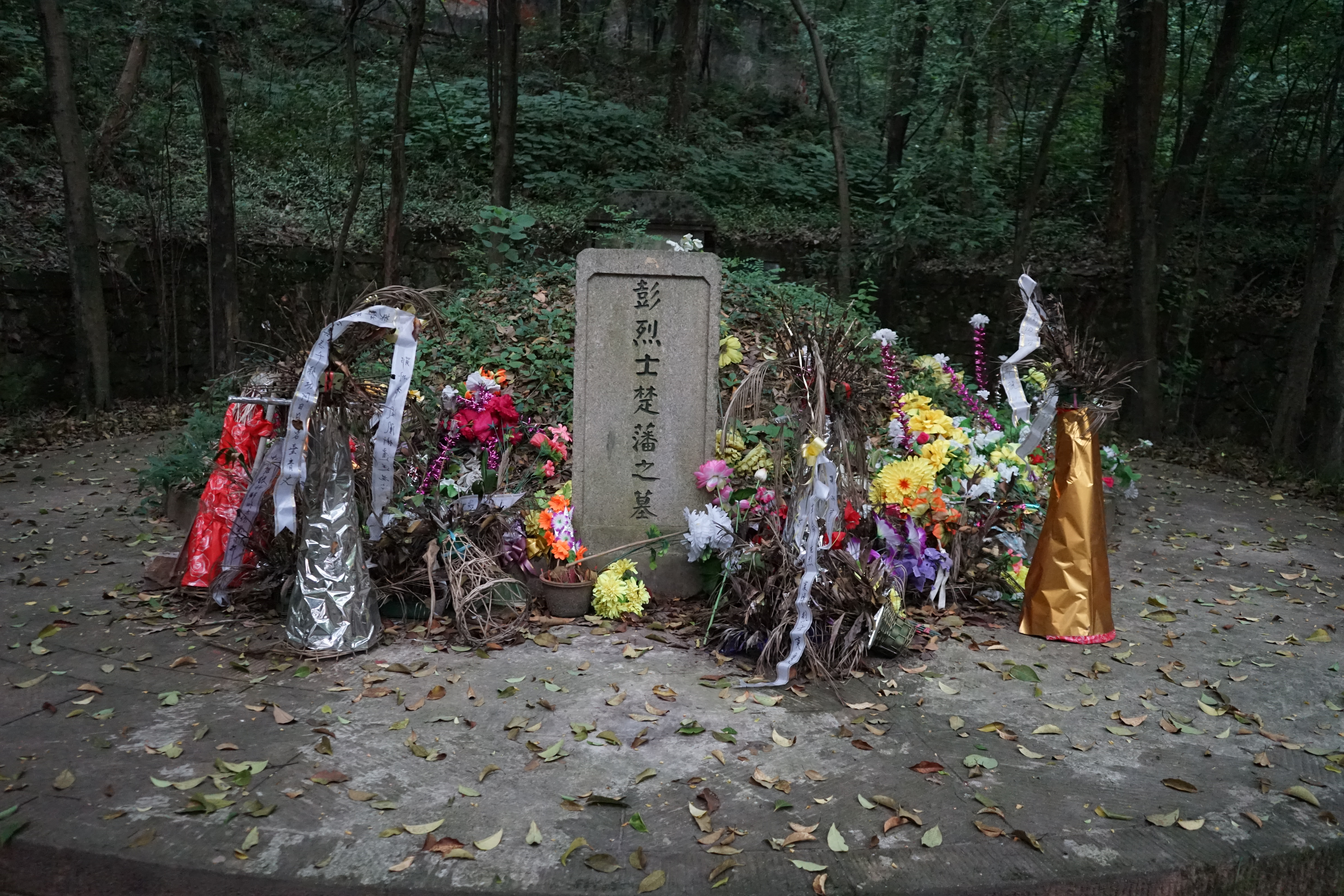
彭楚藩烈士墓，位于鄂州西山

武昌有以三人姓命名的彭刘杨路。1931年在他们被處死的湖广总署东辕门旧址，现武昌造船厂东大门内建立了「三烈士亭」，亭中立石碑一块，上书「彭刘杨三烈士就义处」。1991年武昌首义80周年之际武昌区人民政府举办首义文化节，在武昌阅马场树起了彭刘杨三烈士的塑像。
三烈士均入祀臺北國民革命忠烈祠。

## 影視
- 1981年台灣電影《辛亥雙十》，王道飾彭楚藩
- 2005年中国大陆电视剧《武昌首義》，唐磊飾彭楚藩
- 2011年《辛亥革命》，黃燁誠飾彭楚藩